# 慈恩寺 (ペルー)
慈恩寺（じおんじ）は、ペルー共和国リマ首都県カニエテ郡サン・ヴィセンテ・デ・カニエテ市にある曹洞宗の寺院。
日本外務省「秘露（ペルー）國本邦移民勞働地視察報告書」（明治41年）ほか、日本の公文書等によれば、南米大陸最古の仏教寺院。

## 沿革
1907年（明治40年）に創建。第一世住職は、1903年に布教目的で曹洞宗から派遣された南米初の布教師・上野泰庵（うえのたいあん）。現在の兵庫県神崎郡神河町寺前出身で曹洞宗大学（現駒澤大学）卒業。宗教者査証を取得し、英国籍の移民船「Duke of Fife」号でペルーへ渡航した。
慈恩寺ははじめ、同郡サンタ・バルバラ耕地の集落内に建設された。本堂前には日本庭園を設け、建物も純日本風であった。創建当初は仏徳山（もしくは太平山）南漸寺と称した。これは、仏教東漸に対する「南漸」を意味する寺号であったが、明治41年に、曹洞宗両大本山永平寺の性海慈舩禅師（森田悟由）および總持寺の大圓玄致禅師（石川素童）の連名により、山号寺号「泰平山慈恩寺」が下賜され、現在に至る。
なお、1908年には慈恩寺に隣接して「サンタ・バルバラ日本人小学校」が開校する。同校は、南米大陸で最も古い日本人小学校である。初代教諭として上野泰庵が教壇に立った。
1925年、同郡内のサン・ルイス町へ移転。1977年に、現在地へ移転。現在の堂宇は鉄筋コンクリート造。
須弥壇は四角ではなく雛壇のような形状で、装飾は軽微。
本尊は釈迦牟尼仏（釈迦如来）、脇侍に承陽大師永平道元、常済大師瑩山紹瑾の尊像を安置。脇侍の外側には各１躯の阿弥陀如来坐像を奉安。向かって右側の阿弥陀如来坐像は、京都の浄土宗総本山知恩院から1906年に贈られたもの。上野泰庵と同じ船には樹下濳龍（きのしたせんりゅう）と松本赫然（まつもとかくねん／のちに藤井姓）という二人の浄土宗開教使が乗船し、ペルーで布教を行なったことが関係する。二人の布教は振るわず、諸事情により松本は1908年に、樹下は1909年に帰国した。帰国に際して、樹下は阿弥陀如来像をある移民に託した。その後、慈恩寺へ運ばれた。浄土宗のペルー布教は、両名以降、行なわれていない。
1995年ごろより、浄土真宗本願寺派の僧侶が法要を勤めるようになった。2002年以降は曹洞宗と同派が交代で法務を担当するなど、混乱状態が続いている。
2007年11月には在家有志により開山100周年祭が行われた。その際、麻生太郎元外務大臣(当時)による寺誌プレート（日本語およびスペイン語）が寄贈され、本堂内に設置された（サンパウロ新聞:2007年11月22日掲載）